# بنه

درخت بنه در دو فصل تابستان و پاییز در نی‌ریز

بَنِه یا پستهٔ کوهی (نام علمی: Pistacia atlantica)، درختی از سردهٔ پسته است. بنه درختی دوپایه و دارای برگ‌های تک‌شانه‌ای با ۱ تا ۷ برگچه است. برگچه‌ها بیضی و تخم‌مرغی شکل و شکل میوه آن کروی به قطر حدوداً ۵ میلی‌متر است که ابتدا صورتی سپس قرمز و در زمان رسیدن کامل، پوشش میوه سبز رنگ می‌شود. در زبان کردی به آن بنِشت یا جاجگ می‌گویند. در زبان لری نیز به ان کُلِنگ کُلخِنگ، کِله و به نرم‌تر ان کُلِن می‌گویند در هرمزگان از این درخت با نام کسور یاد می‌شود. در مرکز و جنوب خراسان بزرگ به آن (خنجک) گفته می‌شود.

## گوناگونی‌ها
از این درخت سه گونه در ایران می‌روید:
- کسور یا بنهٔ کابلی (cabulica): این واریته در جهان در کشورهای ایران، افغانستان، جنوب استرالیا و پاکستان می‌روید.

این گونه در ایران در استان‌های فارس، استان لرستان، کهگیلویه و بویراحمد، کرمان (شاه کوه، کوه جبال بارز، سیرجان) و سیستان و بلوچستان (۱۳ کیلومتری جنوب غرب نصرت‌آباد، کوه تفتان) و همچنین نواحی مختلف استان هرمزگان می‌روید.
درخت بنه در خراسان جنوبی در کوه‌های باقران بیرجند و همچنین در منطقه ای از شهرستان نهبندان بوفور یافت می‌شود مصارف خوراکی آن به چند شکل است تازه (کال یا نارس) فوق‌العاده خوشمزه و طعم لطیف و ترش‌مزه است و از آن ترشی نیز درست می‌کنند و بنه رسیده را سائیده و به آن آب اضافه کرده و از صافی رد می‌کنند و به دو گونه سرد و گرم به عنوان غذا میل می‌شود که سرد آن به‌همراه خیار سبز و سیر و یخ و نان خشک تناول می‌شود و فوق‌العاده خوش‌خوراک است و غذای گرم پس آماده کردن مقداری حرارت می‌دهند ولی نباید به جوش بیاید و با نان میل می‌کنند. شیره درخت بنه نیز مصارف درمانی دارد تهیه روغن سقز و همچنین در طب سنتی محلی با دود کردن در درمان سینوزیت مؤثر بوده و برای از بین بردن عفونت لثه‌ها در قدیم کاربرد داشته است.
- بنه کردستانی، کُلخنک یا سقز (kurdica): این گونه در جهان در کشورهای ایران، سوریه، آناتولی، شمال عراق و ارمنستان می‌روید.

این واریته در ایران در استان‌های ایلام، کردستان، کرمانشاه، خوزستان، کرمان، فارس، لرستان، کهگیلویه و بویراحمد و سیستان و بلوچستان می‌روید.
- بنه، چاتلانقوش (mutica): این گونه در جهان در ایران، ترکیه، آناتولی و قفقاز می‌روید.

این گونه در ایران در استان‌های ایلام، گیلان، آذربایجان، لرستان، کرمانشاه، همدان، کردستان، مرکزی، کرمان، یزد، فارس، تهران، خراسان و سیستان و بلوچستان می‌روید.

## ویژگی‌ها

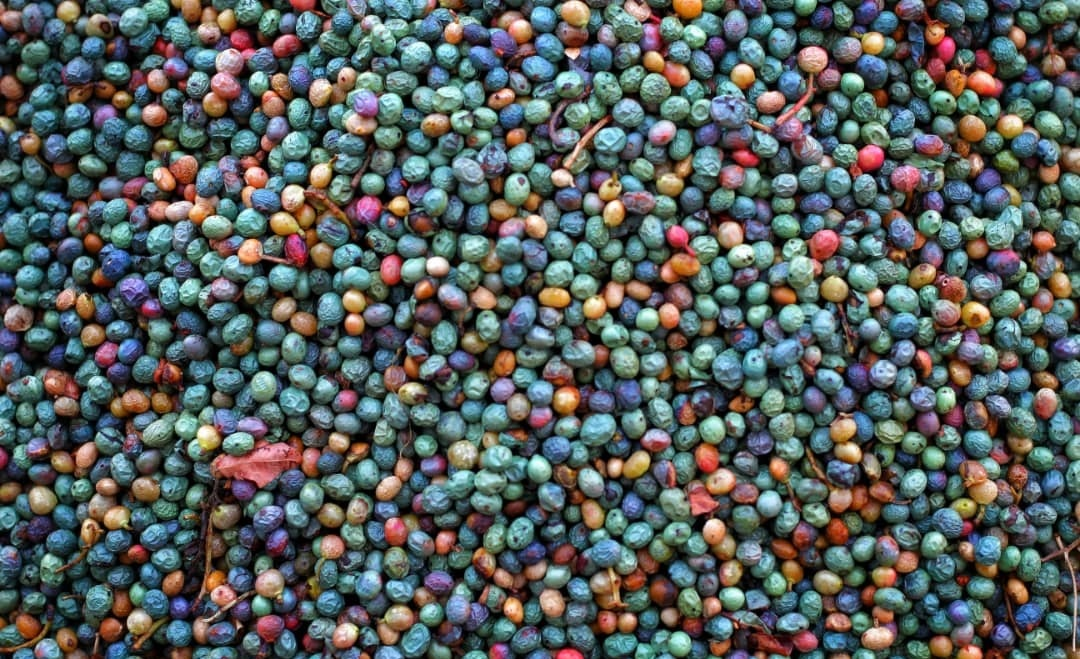
ونوشک

ارتفاعش تا ۷ یا ۹ متر نیز رسیده است در بعضی از مناطق کوهستانی مانند زاگرس به میوه آن «قسقوان» می‌گویند که برای خوشبو کردن دوغ و روغن حیوانی و همچنین در درست کردن ترشی استفاده می‌کنند. درخت بنه منبع تولید شیره سقز است. سقز که در لُری آن را بریژه یا بریزَه، در گویش لکی به آن وَنِوشک یا کُلِنگ و در کردی به آن بنِشت یا جاجگ یا ونوشک گفته می‌شود؛ صمغی به رنگ سبز خیلی روشن، غلیظ و بسیار چسبنده است که استفادهٔ دارویی فراوان داشته و به عنوان یک ملین قوی در درمان یبوست و درمان ناراحتی‌های گوارشی استفاده می‌شود. ۲۵ درصد از شیره سقز حاوی روغن پرارزش و صنعتی تربانتین است که کاربردهای فراوانی در صنعت دارد. علاوه بر این از شیره سقز در تهیه آدامس، عطر، خوشبوکننده‌ها، حشره‌کش‌ها و در صنعت داروسازی در تهیه نرم‌کننده‌ها و ضد عفونی‌کننده‌ها استفاده می‌شود. علاوه بر این در صنعت پلاستیک‌سازی، تهیه واکس کفش و چرم و صنعت چاپ مورد استفاده قرار می‌گیرد. به‌علت نبود صنایع تبدیلی مناسب، اکثر سقز تولیدی در ایران به خارج از کشور صادر گردیده و به عنوان مواد پایه بسیاری از صنایع یادشده بکار برده می‌شود. اگر چه آمار دقیقی از تعداد درختان بنه در بانه موجود نیست اما تعداد آنها بین ۱۰ تا ۲۰ هزار اصله تخمین زده شده است. به‌طور متوسط از هر درخت ۵۰۰ تا ۱۰۰۰ گرم سقز به‌دست می‌آید که در شرایط مناسب و سال‌های پرباران این مقدار بیشتر هم می‌شود.
یک درخت بنه در یک روز تابستانی می‌توان تا ۱۰۰۰ گرم سقز تولید کند. 

## ثبت ملی
درخت بنه کهنسال چلونک زیرکوه در خراسان جنوبی در فهرست آثار طبیعی ملی ایران به ثبت رسیده است. این درخت ۶۰۰ سال قدمت دارد. ارتفاع این درخت ۸ متر است و وسعت تاج آن ۷۳ مترمربع است. آذربایجان غربی شهرستان سردشت موجود است.
قدیمی‌ترین درخت بنه جهان در روستای اودرج شهرستان رفسنجان استان کرمان قرار دارد

## نام‌شناسی
- در لری [گویش ممسنی] درخت و میوهٔ آن به نام بَن و بنوشکه یا کلخونگ خوانده می‌شوند، بنوشکه گونهٔ ریزتر و نرم‌تر بن است.

در گویش بهبهانی به بادام ریز و سفت آن بَنَک (banak) می‌گویند.
- در هرمزگان و حوالیِ بندرعباس آن را کَسودَنگ (Kasoudang) و در حاجی‌آباد هرمزگان آن را بنه و گونه ریزتر و نرم‌تر آن را کثور می‌گویند در بوشهر کُلخُونگ (Kolkhong) می‌نامند.
- میوه آن را در کردی جنوبی وَناوشْک یا کُلنگ و در کردی سورانی قَزوان می‌نامند.
- در لکی به آن وَنِوشک یا کُلِنگ  گفته می‌شود.
- در ترکیه آن را مِلَنجیک (Melengic) می‌نامند، که به صورت تجاری بسته‌بندی شده، به فروش می‌رسد.

در مناطقی از ایران مغز میوه بنه را آسیاب یا له کرده و از آن نوعی آش یا سوپ درست می‌کنند. در استان کرمان به این غذا قاتق بنه گفته می‌شود. این غذا یکی از غذاهای قدیمی و محبوب در سیستان و بلوچستان است که به آن خورشت بنه یا گُنه هتوک گفته می‌شود. بنه به خاطر روغنی بودن، چربی و البته انرژی بسیاری در خود دارد.

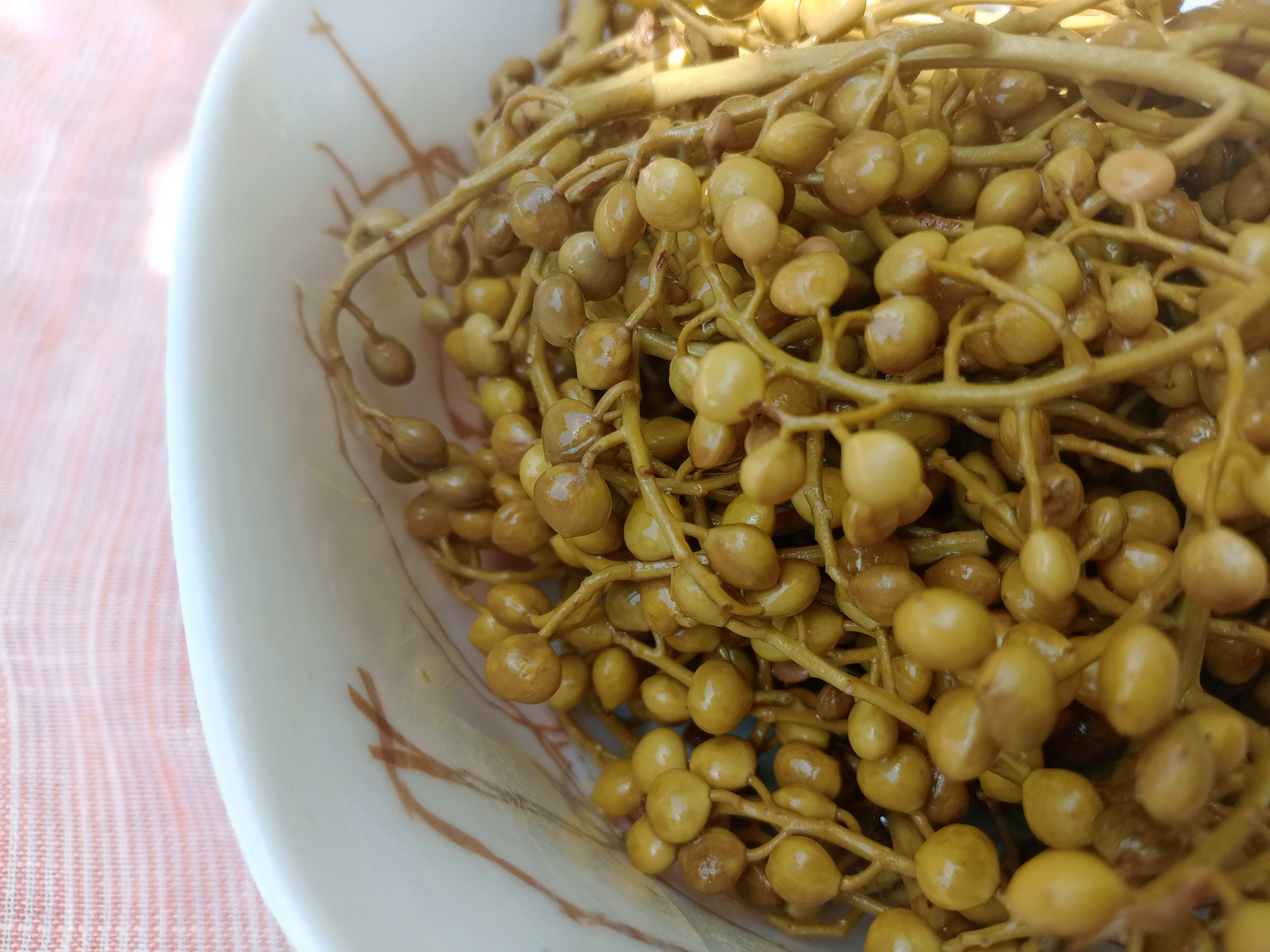
ترشی بنه

در استان فارس، کهگیلویه و بویراحمد و لرستان با بنه نارس ترشی بنه درست می‌کنند که از نظر طی سنتی ارزش غذایی خوبی دارد.